# Torre de la Llena
La Torre de la Llena és una edificació medieval de la Pobla de Cérvoles (Garrigues) declarada bé cultural d'interès nacional. És una fortalesa, documentada per primera vegada el 1163.

## Descripció
Se'n desconeix la localització exacta. L'historiador J. Lladonosa donà notícia de diverses edificacions indeterminades, que semblaven haver estat construïdes sobre un establiment romà dels segles III-IV, usant grans carreus de pedra. Aquestes restes estarien situades en uns antics camps abancalats de conreu, al Pla de la Mustela (UTM: 0° 52’ 50’’ / 41º 21’ 04’’ segons la conversió de les coordenades antigues). En aquest indret, però, només existeix una construcció agrícola i no es veu cap indici de restes constructives ni ceràmiques romanes. Altres referències la situen a la Serra de la Llena.